# João Marcos (futebolista)
João Marcos Alves Ferreira, mais conhecido como João Marcos, (Marília, 24 de junho de 1981) é um ex-futebolista brasileiro que atuava como volante.

## Carreira

### Marília
Foi revelado nas categorias de base do Marília e passou por Ponte Preta e Noroeste, todos de São Paulo.

### Ceará
Chegou no Ceará em 2009, ano que o time conseguiu o acesso ao Campeonato Brasileiro Série A. Até hoje é um dos destaque da equipe.
Em 2017, se aposentou no final da temporada, após conseguir o acesso para a Série A, em 2018, João Marcos irá atuar como supervisor técnico das categorias do Ceará.

## Títulos
Ceará
- Campeonato Cearense (5): 2011, 2012, 2013, 2014, 2017
- Copa dos Campeões Cearenses (1): 2014
- Copa do Nordeste (1): 2015

### Outras conquistas
Ceará
- Troféu Chico Anysio (1): 2012

### Campanhas em destaque
Ceará
- Acesso para o Campeonato Brasileiro de 2010: Em 2009
- Acesso para o Campeonato Brasileiro de 2018: Em 2017

### Marcas pessoais
Ceará
- Melhor Volante do Campeonato Cearense: 2013